# Pentafluoroxénate de tétraméthylammonium
Le pentafluoroxénate de tétraméthylammonium est le composé chimique de formule N(CH3)4XeF5.

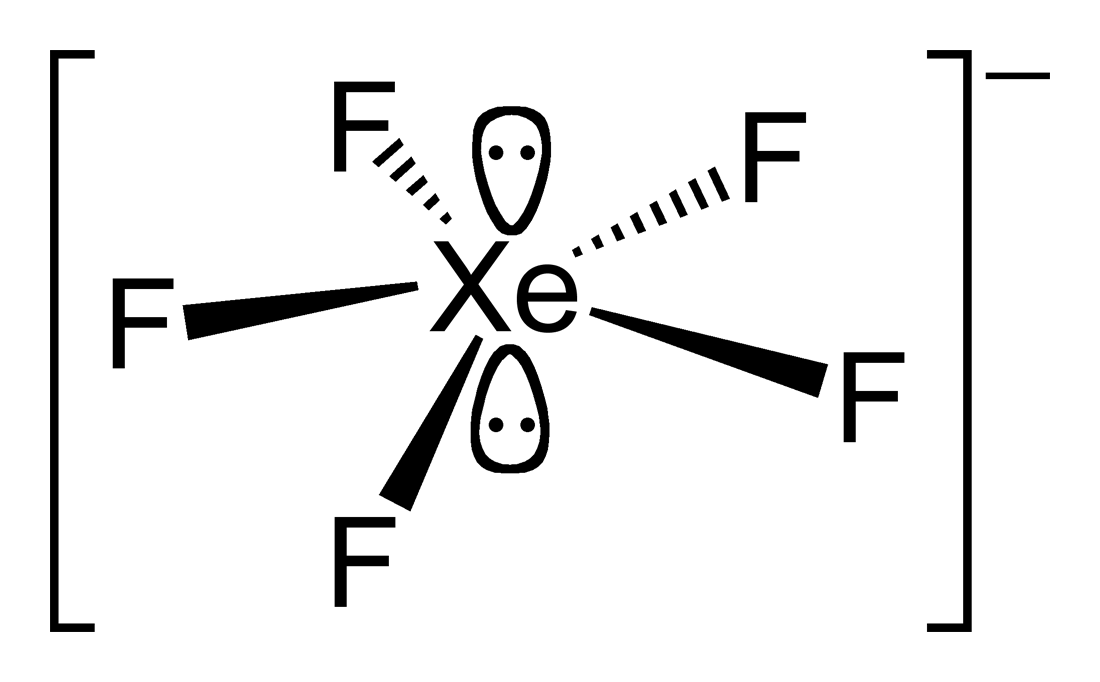
Formule de l'ion pentafluoroxénate

L'ion pentafluoroxénate XeF5− qui entre dans sa composition a été le premier exemple identifié d'une structure plane pentagonale.
Il a été produit en faisant réagir du tétrafluorure de xénon XeF4 avec du fluorure de tétraméthylammonium N(CH3)4F, ce dernier ayant l'avantage de pouvoir être préparé sous forme anhydre et d'être facilement soluble dans les solvants organiques.

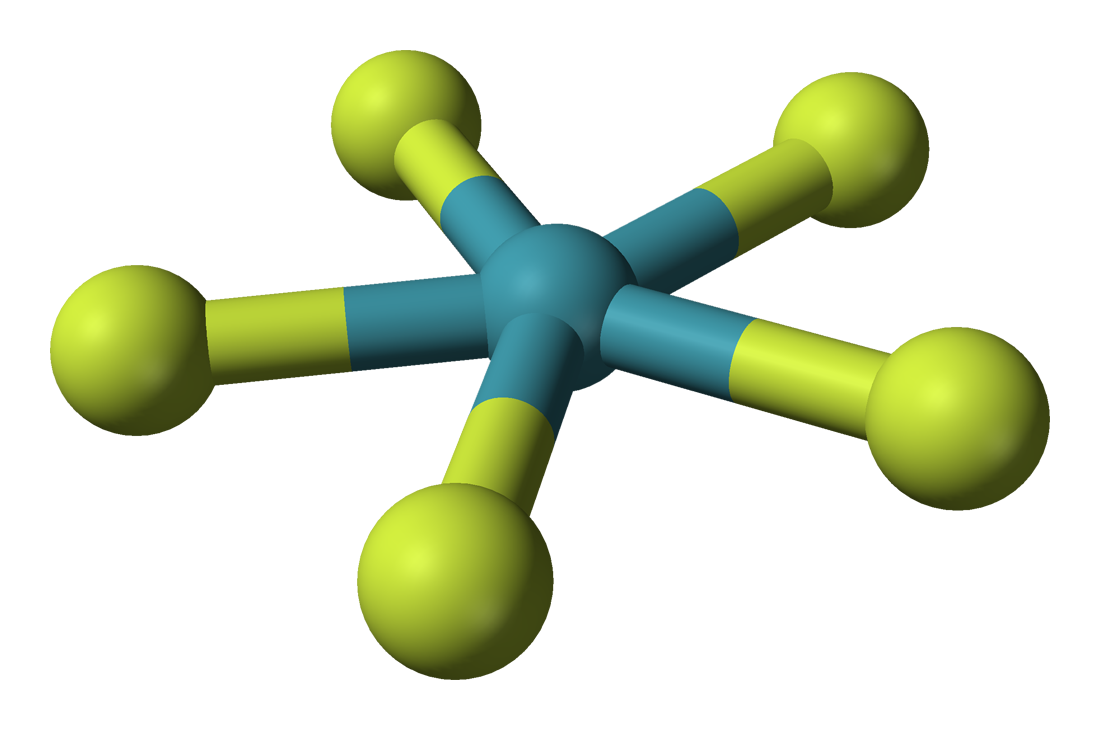
Structure de l'ion pentafluoroxénate

L'anion XeF5− est plan, avec les atomes de fluor dans une coordination pentagonale légèrement distordue (les liaisons Xe-F ayant des longueurs allant de 197,9 à 203,4 pm et des angles de liaison de 71,5 à 72,3°).

## Référence
- The pentafluoroxenate(IV) anion, XeF5−: the first example of a pentagonal planar AX5 species, Karl O. Christe, Earl C. Curtis, David A. Dixon, Helene P. Mercier, Jeremy C. P. Sanders, Gary J. Schrobilgen; J. Am. Chem. Soc., 1991, 113(9), pp. 3351–3361. DOI 10.1021/ja00009a021

1. ↑  Masse molaire calculée d’après « Atomic weights of the elements 2007 », sur www.chem.qmul.ac.uk.